# جوزپه کریرو
جوزپه کریرو (انگلیسی: Giuseppe Carriero؛ زادهٔ ۴ سپتامبر ۱۹۹۷) بازیکن فوتبال است.
از باشگاه‌هایی که در آن بازی کرده‌است می‌توان به باشگاه فوتبال پارما اشاره کرد.